# L'Étoile du matin (Wu Ming 4)
 (novembre 2019).
Si vous disposez d'ouvrages ou d'articles de référence ou si vous connaissez des sites web de qualité traitant du thème abordé ici, merci de compléter l'article en donnant les références utiles à sa vérifiabilité et en les liant à la section « Notes et références ».
Pour les articles homonymes, voir L'Étoile du matin.
L'Étoile du matin (Stella del mattino), publié en 2008, est un roman historique de l'écrivain italien
Wu Ming 4 (it).

## Résumé
En 1919, à l'Université d'Oxford, se rencontrent Tolkien, Graves et Lewis, 20-25 ans, étudiants et chercheurs, tous trois marqués par leur expérience de la Première Guerre mondiale : stigmates de guerre, séquelles, médailles (acceptées comme refusées), troubles de stress post-traumatique avant l'heure, et cauchemars.
L'arrivée de T. E. Lawrence, trentenaire, de retour de la révolte arabe de 1916-1918, marque ces trois jeunes gens, également intéressés par l'archéologie, l'Orient, les mythes, la littérature, la poésie, mais aussi l'actualité dans le monde hors des îles britanniques, et en rupture avec la société post-édouardienne, son hypocrisie, ses œillères.
Autour d'eux, dans la bonne société, quelques accrocs : grève à Oxford (approvisionnement, cuisine, linge, nettoyage), drapeau arabe sur All Souls College, réceptions un peu perturbées par quelques provocations (Lénine, Trotski, spartakistes, un émirat socialiste soviétique (p. 123)), enlèvement des daims du Magdalen College (Oxford), etc.
Lawrence poursuit la rédaction de son livre, presque impossible à terminer, tant son sentiment de culpabilité augmente, à mesure que la situation s'aggrave en Syrie-Irak, et que Lawrence attaque sur ce dossier les positions gouvernementales dans les journaux, et est approché par Churchill.
Et Lawrence suit, de près ou de loin, les travaux du trio, Tolkien, Lewis et Graves. Graves s'attaque aux mythes, dont celui de Lawrence, et découvre beaucoup, certes moins que Andy Mills (qui a la clé de son séjour londonien) ou d'autres : « pratiques masochistes et raptus d'automutilation » (p. 258), « pédéraste, traître et menteur » (p. 328).
Lawrence, « solitaire, sans sexe, l'unique étincelle d'une divinité indécise » (p. 343) peut conclure : « Les amis tués sont partout là où je vais ».

## Personnages
Les personnages importants sont tous historiques, sauf le dernier, et principalement britanniques :
- Thomas Edward Lawrence (1888-1935), ou T. E., ou Ned Vaine, Lawrence d'Arabie, Urens, Lord Dynamite, Iblis, ou encore Émir Dynamite, auteur du livre Les Sept Piliers de la sagesse (1922)
  - Burnes, Andy (qui l'approvisionne tous les deux ou trois jours, et le cravache sur demande (p. 194))
  - Robert, frère survivant, marié à Sarah
  - Frank & Will, deux frères morts au front
  - Sir Thomas Tigh Chapman (en) (1846-1919), propriétaire terrien anglo-irlandais, devenu Lawrence, père de famille, rentier
  - Selim Ahmed (it) (1897-1916), alias Dahoum ou S. A.
- Robert Graves (1895-1985), Robert, poète, écrivain (Les Mythes grecs, Les Mythes celtes, Moi, Claude), « blessé au champ d'honneur » (Royal Welch Fusiliers)
  - Nancy Nicholson (en) (1899-1977), femme, première épouse, féministe, peintre (dont un portrait de Lawrence), designer, et leur fille Jenny
  - Peter
- J. R. R. Tolkien (1892-1973), John Ronald Reuel Tolkien, écrivain, poète, philologue, romancier (catharsis : Le Hobbit, Le Seigneur des anneaux)
  - Edith Mary Tolkien (1889-1971), épouse, reine des fées, Lúthien, femme de service, et leur fils John
  - Chris
- C. S. Lewis (1898-1963), Clive Staples Lewis (Somerset Light Infantry), Jack, écrivain, universitaire, critique littéraire, auteur des romans de la série Le Monde de Narnia
  - Janie Moore, l'accompagnatrice et l'amie, « quarante ans passés », mariée à La Bête, et l'enfant de 11 ans, Maureen
  - collègues étudiants : Charlie Darsey, Eric Moran, Walton, Owen Barfield, Leo Baker
  - Paddy, Warnie
  - James Vaughan, asthmatique, peintre, candidat pour un portrait de Lawrence, et qui a peint Dahoum, le petit Maure (au Ashmolean Museum)
- David Hogarth (1862-1927), archéologue du Proche-Orient, directeur du Bureau arabe du Caire, « vieux mentor » de Lawrence (étudiant en 1909), ancien du Bureau arabe, directeur de l'Ashmolean Museum
- Edmund Allenby (1861-1936), général, commandant des forces britanniques en Égypte, Le Taureau
- Djemal Pacha (1872-1922), commandant de forces armées turques en Syrie et Palestine, Le Sanguinaire
  - Miriam
- Fayçal Ier (1885-1933), meneur de la Révolte arabe de 1916-1918 contre les forces ottomanes, puis roi de Syrie, puis d'Irak, Roi Sans Couronne d'Arabie
- Aouda Abou Tayi (1874-1924), dirigeant de la tribu bédouine des Howeitat, « l'homme au dentier » (p. 143), La Colère de Dieu
  - Ali, Nasir, Mohamed
- Lowell Thomas (1892-1981), américain, journaliste, animateur de radio, reporter de guerre, écrivain polygraphe, responsable de la célébrité de Lawrence par ses spectacles
- Edward Marsh (1872-1953), haut fonctionnaire, protecteur (« mère poule ») des poètes de la nouvelle génération
- Andy Mills, personnage inventé, né à Blackpool, 23 ans quand il rencontre Lawrence

Parmi les personnages secondaires (dans ce récit) :
- Professeurs Murray, Chambers
- Edmund Blunden (en) (1896-1974), écrivain, poète, critique, Edmund, Ed
- Siegfried Sassoon (1886-1967), écrivain, poète
- Bertrand Russell (1872-1970), mathématicien, logicien, philosophe, moraliste.
- Michael Collins (1890-1922), républicain irlandais, révolutionnaire
- Charles Montagu Doughty (1843-1926), poète, écrivain, voyageur
- Gilbert Clayton (1875-1929), Bureau arabe (Bureau des Affaires étrangères et du Commonwealth, au Caire)
- Leonard Woolley (1880-1960), archéologue, assisté par Lawrence en 1912-1914
- Lionel Curtis (1872-1955), penseur, membre de la Table Ronde (Round table (think tank))
- Gertrude Bell (1868-1926), archéologue, femme d'influence
- Wilfred Owen (1893-1918), poète
- William Keane, rédacteur en chef de journal, qui refuse les informations d'Andy Mills
- Desmond Neville, journaliste
- Dora Heuwett, voisine des Lawrence, révélant le passé irlandais de la famille, et le petit cabanon de jardin où Ned s'amusait